# Deep Six
För andra betydelser, se Deep Six (olika betydelser).
Deep Six är en kompilation över tidig grunge från Seattle som släpptes i mars 1986. Albumet innehåller låtar av bland andra Green River, The Melvins och Soundgarden och betraktas som en av de allra första grungeskivorna.

## Låtlista
1. "10,000 Things" (Green River) - 3:38
2. "Scared" (The Melvins) - 2:19
3. "Blessing the Operation" (The Melvins) - 0:44
4. "With Yo' Heart (Not Yo' Hands)" (Malfunkshun) - 3:54
5. "Throb" (Skin Yard) - 5:30
6. "Heretic" (Soundgarden) - 3:23
7. "Tears to Forget" (Soundgarden) - 2:07
8. "Stars-N-You" (Malfunkshun) - 1:46
9. "Grinding Process" (The Melvins) - 2:09
10. "She Wants" (The Melvins) - 0:40
11. "The Birds" (Skin Yard) - 3:56
12. "All Your Lies" (Soundgarden) - 3:53
13. "Your Own Best Friend" (Green River) - 6:22
14. "They" (U-Men) - 3:32

## Medverkande
- Chris Hanzsek - Producent
- Tina Casale - Producent
- Reyza Sageb - skivomslag
- Charles Peterson - Foto
- Green River - Medverkande grupp
  - Mark Arm - sång
  - Jeff Ament - bas
  - Stone Gossard - gitarr
  - Bruce Fairweather - gitarr
  - Alex Vincent - trummor
- The Melvins - Medverkande grupp
  - King Buzzo - sång, gitarr
  - Matt Lukin - bas
  - Dale Crover - trummor
- Malfunkshun - Medverkande grupp
  - Regan Hagar - trummor
  - Kevin Wood - gitarr
  - Andrew Wood - sång, bas
- Skin Yard - Medverkande grupp
  - Ben McMillan - sång, saxofon på låt nummer 11
  - Jack Endino - gitarr
  - Daniel House - bas
  - Matt Cameron - trummor
- Soundgarden - Medverkande grupp
  - Chris Cornell - sång
  - Hiro Yamamoto - bas
  - Kim Thayil - gitarr
  - Scott Sundquist - trummor
- The U-Men - Medverkande grupp
  - John Bigley - sång
  - Tom Price - gitarr
  - Jim Tillman - bas
  - Charlie Ryan - trummor